# Умаров, Абдухамид
Абдумахид Умаров (2 января 1921 года, кишлак Гулакандоз, Ходжентский уезд, Самаркандская область, Туркестанский край — дата смерти не известна, Пролетарский район, Таджикская ССР) — звеньевой колхоза имени Ленина Пролетарского района Ленинабадской области, Таджикская ССР. Герой Социалистического Труда (1948).

## Биография
Родился в 1921 году в крестьянской семье в кишлаке Гулакандоз. В 1939 году окончил Ленинабадский педагогический институт (сегодня — Худжандский государственный университет). Трудился заведующим отделом исполкома комсомола Пролетарского района. В 1945 году вступил в ВКП(б). С 1946 года — звеньевой комсомольско-молодёжного хлопководческого звена колхоза имени Ленина Ленинабадского района, председателем которого был дважды Герой Социалистического Труда Абдугафур Саматов.
В 1947 году звено Абдухамида Умарова собрало в среднем с каждого гектара по 85,4 центнера хлопка-сырца на участке площадью 5 гектаров. Указом Президиума Верховного Совета СССР от 1 марта 1948 года удостоен звания Героя Социалистического Труда за «получение высокого урожая хлопка при выполнении колхозом обязательных поставок и натуроплаты за работу МТС в 1947 году и обеспеченности семенами зерновых культур для весеннего сева 1948 года» с вручением ордена Ленина и золотой медали «Серп и Молот».
Этим же указом звания Героя Социалистического Труда были удостоены труженики колхоза имени Ленина звеньевые Шамси Латыпова и Абдуманон Латыпов.
С 1952 года трудился на различных административных руководящих должностях по развитию колхозного хозяйства. С 1963 года — заведующий свиноводческой фермой, с 1964 года — заведующий оросительной системой (мираб) колхоза имени Ленина Пролетарского района.
После выхода на пенсию проживал в Пролетарском районе. Дата смерти не установлена.